# 사이토 마사키
사이토 마사키(일본어: 斎藤 雅樹, 1965년 2월 18일 ~ )는 일본의 전 프로 야구 선수이자 야구 해설가·평론가이며, 현재 센트럴 리그인 요미우리 자이언츠의 1군 투수종합 코치이다.

## 인물

### 현역 시절
도쿄도 아다치구에서 태어나 사이타마현 가와구치시에서 자랐으며, 가와구치 시립 가와구치 고등학교를 졸업한 후 1982년 프로 야구 드래프트 회의에서는 요미우리 자이언츠로부터 1순위 지명을 받아 입단했다. 이듬해 1983년에는 2군에서만 뛰다가 1984년 4월 6일에 1군 선발 멤버로 전격 발탁되어 선발 투수로 활약하면서 본격적인 1군 무대에 데뷔했고 1985년에는 시즌 12승을 기록했다. 오 사다하루 감독 시대에는 1군과 2군을 드나들며 패전 처리 투수로 활약을 했던 시기도 있었지만 1989년에는 후지타 모토시가 요미우리의 감독으로 복귀한 이후 날카로운 커브를 주무기를 삼아 1989년 시즌 3경기 연속 완봉 승리를 포함한 11경기 연속 완투 승리(당시는 일본 기록)를 달성하는 등 20승을 기록했고 시즌 1.62의 평균자책점을 기록하면서 최고 평균자책점 타이틀을 석권했다.
다음해인 1990년에도 시즌 최다인 20승을 올리는 것을 포함해 2.17의 최고 평균자책점, 센트럴 리그 MVP를 연거푸 석권하면서 ‘헤이세이의 대 에이스’(平成の大エース), ‘야구계의 에이스’(球界のエース), ‘미스터 완투’(ミスター完投) 등 다수의 애칭이 불릴 정도로 성장했다. 그 해 마지막으로 2년 연속 20승 투수는 나타나지 않으면서 1989년과 1990년 모두 20승을 기록한 것은 시즌 마지막 등판 경기로 달성했다. 1993년부터 1997년까지 5년 연속으로 개막전 투수를 맡았고, 1994년부터 1996년에는 3년 연속 완봉 승리를 거두는 위업을 달성했다. 구와타 마스미, 마키하라 히로미와 함께 팀내 ‘세 기둥(三本柱)’으로 불릴 정도였다.
1996년 8월 16일, 야쿠르트 스왈로스전에서 개인 통산 150승을 달성했고 1997년에는 야쿠르트 스왈로스와의 개막전에서 기대 이하의 투구를 보이는 등 극심한 부진에 시달렸다. 2000년 시즌 후반기에는 1군으로 복귀해 등판 기회는 적었지만 팀의 센트럴 리그 우승과 일본 시리즈 우승에 기여했다. 이듬해 2001년 시즌 마지막으로 19년 간의 현역 선수 생활을 은퇴했다. 현역 시절 기대 이상의 좋은 성적과 우수한 성적을 남기는 등 최고의 투수에게 주어지는 사와무라 에이지상을 세 차레나 수상했고 통산 5차례의 다승왕 타이틀을 석권하는 등 수많은 타이틀을 획득했다.

### 은퇴 후
2002년부터 2003년까지 친정팀인 요미우리에서 1군 투수 코치를 2년간 맡았고 2004년 ~ 2005년에는 사와무라상 선정 위원을 맡았다. 2004년부터는 후지 TV 야구 해설위원과 스포츠 호치의 야구 평론가로 활동했고 2005년 시즌 종료 직후에 요미우리의 감독으로 재부임한 하라 다쓰노리 감독과 함께 1군 투수 코치로 재부임하는 등 다시 야구계에 복귀했다. 2008년 ~ 2009년은 2군 투수 코치를 역임했고 2010년부터는 다시 같은 팀에서 1군 투수 코치로 부임했다.2016년부터는 2군 감독으로 부임.

## 출신 학교
- 가와구치 시립 가와구치 고등학교

## 선수 경력
- 요미우리 자이언츠(1983년 ~ 2001년)

## 지도자·기타 경력
- 요미우리 자이언츠 1군 투수 코치(2002년 ~ 2003년, 2006년 ~ 2007년, 2010년 ~ )
- 사와무라 에이지상 선정 위원(2004년 ~ 2005년)
- 후지 TV·스포츠 호치 야구 해설위원(2004년 ~ 2005년)
- 요미우리 자이언츠 2군 투수 코치(2008년 ~ 2009년)
- 요미우리 자이언츠 2군 감독(2016 ~ 2017년)
- 요미우리 자이언츠 1군 투수 종합 코치(2017년 ~ )

## 수상·타이틀 경력

### 타이틀
- 다승왕 : 5회(1989년, 1990년, 1992년, 1995년, 1996년)
- 최고 평균자책점 : 3회(1989년, 1990년, 1996년)
- 최다 탈삼진 : 1회(1995년)
- 최고 승률(당시는 타이틀이 아님) : 3회(1990년, 1992년, 1996년) ※센트럴 리그에서는 1972년까지 타이틀로 제정됨.

### 수상
- MVP : 1회(1990년)
- 최우수 투수 : 5회(1989년, 1990년, 1992년, 1995년, 1996년)
- 사와무라 에이지상 : 3회(1989년, 1995년, 1996년)
- 베스트 나인 : 5회(1989년, 1990년, 1992년, 1995년, 1996년)
- 골든 글러브상 : 4회(1990년, 1992년, 1995년, 1996년)
- 월간 MVP : 5회(1989년 6월, 1990년 5월, 1990년 7월, 1994년 6월, 1995년 7월)
- 최우수 배터리상 : 1회(1996년)[1]
- IBM 플레이어오브더이어상 : 5회(1989년, 1990년, 1994년, 1995년, 1996년)
- 최우수 JCB·MEP상 : 2회(1990년, 1995년)
- 우수 JCB·MEP상 : 1회(1989년)
- 도쿄 돔 MVP : 1회(1994년)

## 주요 기록

### 일본 기록
- 3년 연속 개막전 완봉 승리
- 11경기 연속 완투 승리
- 사와무라 에이지상 수상 횟수(3회)
- 연간 최다 승리 횟수(5회)
- 연간 최다 완봉 횟수(7회)

### 통산 기록
- 통산 승률 역대 3위(투구 횟수 2000회 이상)

### 기타
- 올스타전 출장 : 6회(1989년, 1990년, 1994년 ~ 1996년, 1998년)[2]

## 등번호
- 41(1983년 ~ 1989년)
- 11(1990년 ~ 2001년)
- 85(2002년 ~ 2003년, 2006년 ~ 2015년, 2018년 ~ )
- 77`(2016년 ~ 2017년)

## 연도별 성적
| 연도        | 소속        | 등 판 | 선 발 | 완 투 | 완 봉 | 무 볼 넷 | 승 리 | 패 전 | 세 이 브 | 홀 드 | 승 률 | 타 자 | 투 구 회 | 피 안 타 | 피 홈 런 | 볼 넷 | 고의 사구 | 死 구 | 탈 삼 진 | 폭 투 | 보 크 | 실 점 | 자 책 점 | 평균 자책점 | WHIP |
| ----------- | ----------- | ----- | ----- | ----- | ----- | -------- | ----- | ----- | -------- | ----- | ----- | ----- | -------- | -------- | -------- | ----- | --------- | ----- | -------- | ----- | ----- | ----- | -------- | ----------- | ---- |
| 1984년      | 요미우리    | 17    | 1     | 0     | 0     | 0        | 4     | 0     | 0        | --    | 1.000 | 177   | 44.0     | 36       | 3        | 13    | 1         | 4     | 43       | 1     | 0     | 15    | 15       | 3.07        | 1.11 |
| 1985년      | 요미우리    | 41    | 20    | 5     | 4     | 1        | 12    | 8     | 7        | --    | .600  | 561   | 155.0    | 125      | 14       | 53    | 5         | 3     | 124      | 0     | 2     | 59    | 51       | 2.96        | 1.15 |
| 1986년      | 요미우리    | 35    | 6     | 2     | 0     | 0        | 7     | 3     | 1        | --    | .700  | 316   | 90.0     | 64       | 7        | 24    | 7         | 4     | 63       | 0     | 1     | 26    | 24       | 2.40        | 0.98 |
| 1987년      | 요미우리    | 6     | 0     | 0     | 0     | 0        | 0     | 0     | 0        | --    | ----  | 30    | 5.0      | 14       | 4        | 2     | 0         | 0     | 4        | 0     | 0     | 12    | 10       | 18.00       | 3.20 |
| 1988년      | 요미우리    | 38    | 0     | 0     | 0     | 0        | 6     | 3     | 3        | --    | .667  | 254   | 66.2     | 45       | 6        | 17    | 4         | 1     | 55       | 2     | 0     | 14    | 14       | 1.89        | 0.93 |
| 1989년      | 요미우리    | 30    | 30    | 21    | 7     | 4        | 20    | 7     | 0        | --    | .741  | 944   | 245.0    | 178      | 15       | 53    | 3         | 5     | 182      | 2     | 0     | 52    | 44       | 1.62        | 0.94 |
| 1990년      | 요미우리    | 27    | 27    | 19    | 6     | 3        | 20    | 5     | 0        | --    | .800  | 876   | 224.0    | 177      | 17       | 52    | 2         | 2     | 146      | 2     | 0     | 73    | 67       | 2.17        | 1.02 |
| 1991년      | 요미우리    | 24    | 24    | 10    | 1     | 1        | 11    | 11    | 0        | --    | .500  | 740   | 178.2    | 171      | 12       | 40    | 3         | 3     | 103      | 2     | 0     | 73    | 67       | 3.38        | 1.18 |
| 1992년      | 요미우리    | 25    | 25    | 12    | 5     | 2        | 17    | 6     | 0        | --    | .739  | 757   | 187.2    | 165      | 15       | 48    | 2         | 3     | 148      | 1     | 0     | 56    | 54       | 2.59        | 1.13 |
| 1993년      | 요미우리    | 23    | 22    | 3     | 1     | 1        | 9     | 11    | 0        | --    | .450  | 609   | 149.2    | 135      | 10       | 40    | 1         | 4     | 105      | 3     | 0     | 56    | 53       | 3.19        | 1.17 |
| 1994년      | 요미우리    | 30    | 27    | 11    | 5     | 2        | 14    | 8     | 0        | --    | .636  | 820   | 206.1    | 183      | 16       | 32    | 2         | 6     | 144      | 2     | 0     | 60    | 58       | 2.53        | 1.04 |
| 1995년      | 요미우리    | 28    | 27    | 16    | 6     | 2        | 18    | 10    | 0        | --    | .643  | 836   | 213.0    | 166      | 18       | 50    | 1         | 3     | 187      | 1     | 0     | 72    | 64       | 2.70        | 1.01 |
| 1996년      | 요미우리    | 25    | 25    | 8     | 4     | 1        | 16    | 4     | 0        | --    | .800  | 768   | 187.0    | 172      | 13       | 44    | 3         | 5     | 158      | 0     | 0     | 52    | 49       | 2.36        | 1.16 |
| 1997년      | 요미우리    | 19    | 19    | 2     | 0     | 0        | 6     | 8     | 0        | --    | .429  | 493   | 118.1    | 126      | 15       | 34    | 3         | 1     | 61       | 0     | 0     | 58    | 54       | 4.11        | 1.35 |
| 1998년      | 요미우리    | 23    | 22    | 4     | 1     | 1        | 10    | 7     | 0        | --    | .588  | 594   | 146.1    | 132      | 13       | 40    | 2         | 4     | 93       | 2     | 0     | 56    | 50       | 3.08        | 1.18 |
| 1999년      | 요미우리    | 17    | 15    | 0     | 0     | 0        | 5     | 2     | 0        | --    | .714  | 362   | 83.0     | 89       | 10       | 31    | 0         | 3     | 45       | 1     | 0     | 44    | 43       | 4.66        | 1.45 |
| 2000년      | 요미우리    | 5     | 5     | 0     | 0     | 0        | 3     | 1     | 0        | --    | .750  | 125   | 34.1     | 20       | 4        | 4     | 0         | 1     | 20       | 0     | 0     | 8     | 8        | 2.10        | 0.70 |
| 2001년      | 요미우리    | 13    | 6     | 0     | 0     | 0        | 2     | 2     | 0        | --    | .500  | 167   | 41.2     | 42       | 6        | 7     | 0         | 0     | 26       | 0     | 0     | 21    | 20       | 4.32        | 1.18 |
| 통산 : 18년 | 통산 : 18년 | 426   | 301   | 113   | 40    | 18       | 180   | 96    | 11       | --    | .652  | 9529  | 2375.2   | 2040     | 198      | 584   | 39        | 52    | 1707     | 19    | 3     | 793   | 732      | 2.77        | 1.10 |

- 굵은 글씨는 시즌 최고 성적.
- 1983년은 1군 출장 없음.